# Constantinoble

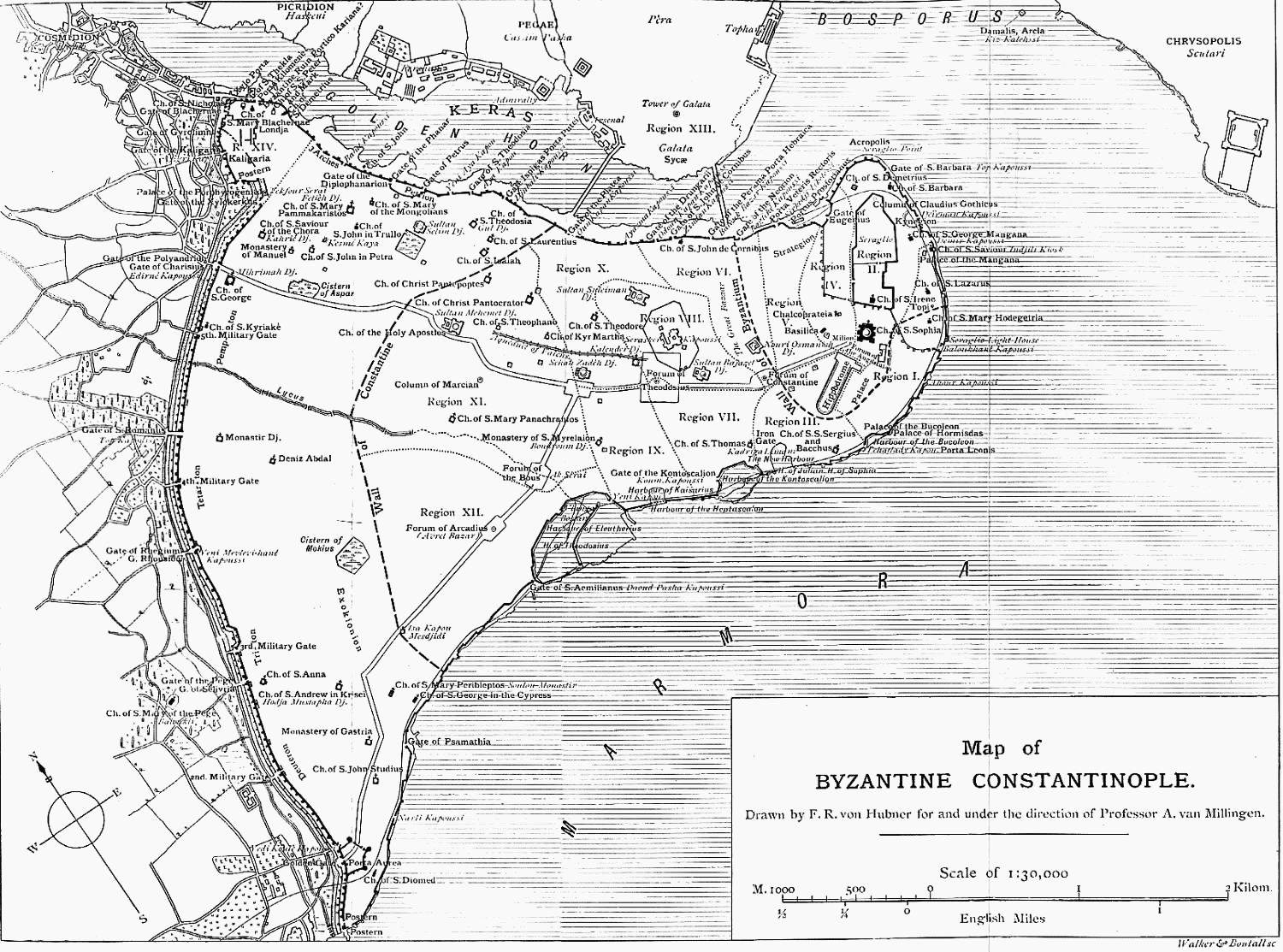
Mapa de Constantinoble

Constantinoble (en llatí: Constantinopolis; en grec: Κωνσταντινούπολις o Κωνσταντινούπολη) és el nom antic de l'actual ciutat d'Istanbul, a Turquia. El nom deriva del seu fundador, l'emperador romà Constantí el Gran. Va ser capital de l'Imperi Romà d'Orient durant més de mil anys, fins a la seva conquesta pels otomans al segle xv, quan comença l'edat moderna. Al llarg de les dècades següents, deixà de ser majoritàriament cristiana per a transformar-se en majoritàriament musulmana. El 1930 canvià el seu nom oficial per Istanbul.

## Història
L'emperador Constantí la va fundar el 330, li va dir «Nova Roma» tot i que el nom oficial fou Constantinòpolis i fou posada sota l'advocació de la verge Maria. La ciutat es va inaugurar amb uns jocs a l'hipòdrom i una sèrie de ritus que van durar quaranta dies; l'11 de maig del 330 és considerat el dia oficial de la fundació de la ciutat. En aquells moments, encara era un lloc de confluència entre el cristianisme i el paganisme grecoromà. Per exemple, tant la iconografia cristiana com Tique, la dea grega de la fortuna, apareixien a les monedes de la nova urbs. Els símbols cristians també coexisteixen amb els pagans a la columna de Constantí, erigida per commemorar la refundació de la ciutat.
El 401 Arcadi va reparar les muralles, danyades per un terratrèmol que va patir aquell mateix any. El 413, durant la minoria de Teodosi II, el prefecte del pretori Antemi va enderrocar les velles fortificacions i va fer unes noves muralles, que foren enfonsades per un terratrèmol el 447, però refetes en tres mesos pel prefecte Cir. La ciutat va tenir uns 500.000 habitants al segle vi, en temps de Justinià I (527-559), que la va embellir i en fou considerat el segon fundador, sobretot després que, el 532, les faccions del circ protagonitzessin l'anomenada sedició de la Nika, que va deixar la ciutat en cendres, i l'emperador la fes reconstruir als anys següents.
El 616 el rei persa Còsroes II (Khosraw) va assetjar la ciutat durant deu anys, però fou deslliurada per Heracli, que també va rebutjar el setge dels àvars el 626. El primer setge dels àrabs fou el 668 i va durar fins al 675, però foren rebutjats gràcies sobretot al foc grec; el segon setge fou del 717 al 718, també sense èxit. El 865 va patir l'atac dels vikings del Rus de Kíev, al qual va seguir una segona expedició el 907, una tercera el 941 i una quarta el 1043. Als segles x i xi, Constantinoble es disputava amb Còrdova el títol de ciutat més poblada d'Europa.
El 1203 fou assetjada pels llatins de la Quarta Croada, que el 1204 l'ocuparen i saquejaren, i la convertiren, fins al 1261, en capital de l'anomenat Imperi Llatí. El 25 de juliol de 1261 fou reconquerida per l'emperador de Nicea, Miquel VIII Paleòleg.
El 1422 fou assetjada per Murat II, però els otomans no la van poder ocupar fins a Mehmet II, que la va prendre a l'assalt el 29 de maig de 1453. El darrer emperador, Constantí XI Paleòleg, va morir als seus murs. La caiguda de Constantinoble significà la fi de més de mil anys d'existència de l'Imperi Romà d'Orient.

## Monuments i edificis

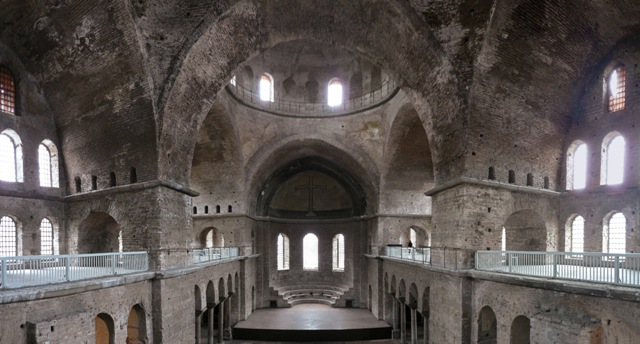
Basílica de Santa Irene

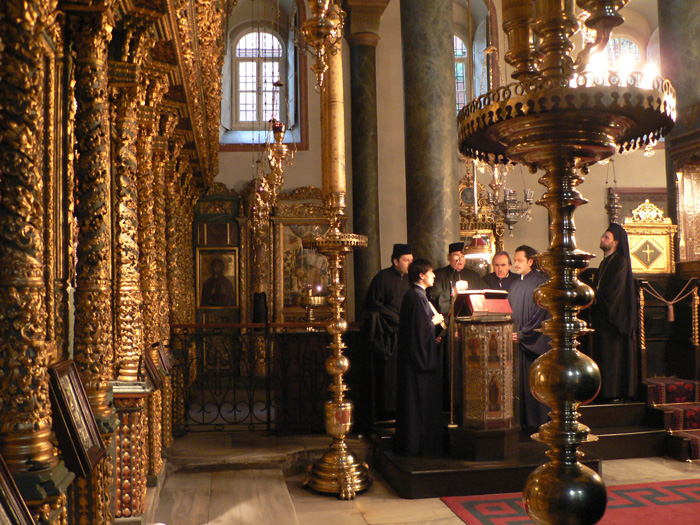
Cerimònia religiosa a la Basílica Patriarcal de Sant Jordi, al Patriarcat de Constantinoble

Els monuments d'aquesta època foren molt nombrosos; entre aquests, a part del circ i l'hipòdrom, palaus, esglésies, arcs triomfals, etc. Entre els monuments principals destaquen: 
- Casa de Placídia Augusta
- Casa de Marina
- Casa de Pulquèria Augusta
- Casa d'Augusta Placídia
- Casa d'Augusta Eudòxia
- Casa d'Augusta Pulquèria
- Palau de Flacil·la
- Banys d'Arcadi
- Banys de Zeuxippos
- Banys de Coròsia
- Banys d'Honori
- Banys d'Eudòxia
- Banys d'Anastàsia
- Banys de Constantí
- Senat (reunit a Magnaura)[11]
- Teatre
- Amfiteatre
- Estadi
- Circ Màxim
- Tribunal del Fòrum
- Torre de Gàlata
- Port Nou
- Els ports del Bòsfor
- Port de Neori
- Miliarium Aureum
- Augusteu[11]
- Gran Nimfeu
- Nimfeu
- Galera de Marbre
- Porticó de Sigma
- Pòrtic de Fanió
- Pòrtic del Fòrum
- Estàtues eqüestres
- Escales de Timàsios
- Escales de Sicena
- Cisterna de Teodosi
- Obelisc tebà
- Pritaneu
- Stratègion
- Fòrum de Teodosi
- Fòrum de Constantí
- Pilar de Constantí
- Pilar de Teodosi
- Basílica de Teodosi
- Basílica de Constantinoble
- Església de Santa Irene
- Església de Santa Anastàsia
- Església de Sant Pau
- Església de Santa Sofia[11]
- Església vella
- Església de Cenòpolis
- Església d'Omonees
- Església de Sant Acaci
- Església dels Apòstols
- Església de Santa Menna